# Революционная мысль
«Революцио́нная мысль» — газета эсеровской группы  «инициативного меньшинства», орган крайне левого течения в Партии социалистов-революционеров (ПСР) в период её послереволюционного кризиса. Издание выходило в 1908—1909 годах.

## Характеристики издания
Редакторами-издателями газеты были лидеры группы — Яков (Янкель) Юделевский (псевдонимы «Волин», «Галин») и Валериан Агафонов («Сиверский»). Всего было выпущено шесть номеров (№№ 1—3 в 1908 году, №№ 4—6 в 1909 году). В 1908 году газета издавалась в Лондоне, в 1909 году — в Париже.

## Политическая платформа
Группа «инициативного меньшинства» (Юделевского — Агафонова) находилась в оппозиции к руководящему партийному центру и использовала «Революционную мысль» для пропаганды своих взглядов, во многом отличных от программных установок ортодоксальных эсеров.
По мнению редакции, главная ошибка революционных партий во время Революции 1905—1907 годов заключалась в том, что революционеры наряду с политическими вопросами намеревались решить и социальные. Исходя из этого представления делался вывод о необходимости направить все силы на решение политических проблем, так как социальная проблематика может быть справедливо разрешена лишь в условиях завоёванной демократии. Идея всенародного вооружённого восстания против самодержавной монархии оценивалась редакцией критически, а единственным средством политического освобождения России считался террор, который надлежало осуществлять Боевой организации ПСР и ряду автономных боевых отрядов. Авторы газеты также высказывались за замену идеи централистского построения партии на принцип автономии и федерации.
Первопричина ошибок эсеровской партии виделась редакцией в том, что партийная доктрина оказалась засорена марксистскими догмами, а народнические постулаты о приоритете личности и инициативного меньшинства — подавлены проникшими в доктрину установками об определяющем значении объективных факторов и классовой борьбы.

## Содержание отдельных номеров
В редакционной статье № 1, выпущенного в апреле 1908 года, напрямую говорилось о необходимости «пересмотра нашего теоретического миросозерцания, наших методов борьбы и организации». Там же провозглашалась основополагающая цель издания — «оказать посильное содействие этой критической и творческой работе революционной мысли». В опубликованной в том же номере статье «Карфаген должен быть разрушен!» Агафонов утверждал, что «самодержавие уже не имеет корней в народе, они расшатаны и даже вырваны», что оно держится только «лишь силой организации заинтересованных в его существовании групп», из чего делалось заключение, что «с группой, с кучкой возможно бороться другой группе».
В статье «Политический переворот и инициативное меньшинство», помещённой во № 2, Юделевский сформулировал перечень стоящих перед ПСР первостепенных задач следующим образом: «развитие теории и практики активного действия инициативного меньшинства, пересмотр теоретического миросозерцания, перевоспитание и реорганизация партии».
Помимо выработки политической платформы группы  «инициативного меньшинства» газета также уделяла значительное внимание борьбе с провокаторами: так, весь № 4 посвящён истории вопроса о провокации среди центральных фигур эсеровской партии.

## Восприятие и критика
Представители ортодоксального крыла эсеровской партии характеризовали мировоззренческие установки «Революционной мысли» как «кадетский терроризм» или «террористический кадетизм», а самих представителей группы  «инициативного меньшинства» — как «политических радикалов» и «кадетов с бомбой». Состоявшаяся 22 марта — 1 апреля 1909 года III конференция Заграничной федерации групп содействия Партии социалистов-революционеров заявила от имени объединения, что газета «Революционная мысль» не может восприниматься в качестве органа, отражающего мнение какой-либо организации из рядов федерации, и является изданием непартийным.